# Leptomicrurus collaris
Leptomicrurus collaris (гвіанський чорний кораловий аспід) — вид отруйних змій родини аспідових (Elapidae). Мешкає в Південній Америці.

## Опис
Загальна довжина сягає 60 см. Голова невелика, закруглена. Тулуб тонкий, витончений. Хвіст короткий та притуплений. У верхній щелепі розташовано 2 отруйних зуба. Забарвлення спини чорного кольору, лише на шиї та хвості є по яскраво-жовтому колечку. Будова тіла у поєднанні з жовтими колечками створює разючу подібність переднього і заднього кінців тіла. Ця схожість використовується цим аспідом при небезпеці: сховавши голову під кільця тулуба, вона піднімає хвіст й загрозливо погойдує їм, мовби збираючись вкусити. Таким чином, на випадок нападу ворога підставляється найменш цінна частина тіла.

## Підвиди
Виділяють два підвиди:
- Leptomicrurus collaris collaris (Schlegel, 1837);
- Leptomicrurus collaris breviventris (Roze & Bernal-Carlo, 1987).

## Поширення і екологія
Гвіанські чорні коралові аспіди мешкають на північному сході Венесуели, в Гаяні, Суринамі і Французькій Гвіані, а також на північному сході Бразилії (Амапа, Пара). Вони живуть у вологих рівнинних і гірських тропічних лісах, можливо, також в галерейних лісах в саванах. Зустрічаються на висоті до 800 м над рівнем моря. Відкладають яйця.